# Déformation (ingénierie)
Pour les articles homonymes, voir Déformation.

La contrainte de compression entraîne une déformation qui raccourcit l'objet mais le dilate également vers l'extérieur.

En ingénierie, la déformation fait référence au changement de taille ou de forme d'un objet. Les déplacements sont le changement absolu de position d'un point sur l'objet. La flèche est le changement relatif des déplacements externes sur un objet. La déformation relative (strain) est le changement interne relatif de la forme d'un cube infinitésimal de matériau et peut être exprimée comme un changement non dimensionnel de longueur ou d'angle de distorsion du cube. Les déformation relative sont liées aux forces agissant sur le cube, appelées contraintes, par une courbe contrainte-déformation (relative). La relation entre contrainte et déformation relative est généralement linéaire et réversible jusqu'au seuil de plasticité et la déformation est élastique. La relation linéaire d'un matériau est connue sous le nom de module d'Young. Au-dessus du seuil de plasticité, un certain degré de distorsion permanente persiste après le déchargement et est appelé déformation plastique. La détermination de la contrainte et de la déformation relative dans un objet solide est donnée par le champ de résistance des matériaux et pour une structure par l'analyse structurelle.
La Contrainte nominale et la Déformation nominale sont des approximations de l'état interne qui peuvent être déterminées à partir des forces externes et des déformation d'un objet, à condition qu'il n'y ait pas de changement significatif dans sa taille. Lorsqu'il y a un changement significatif de taille, la Contrainte réelle et la Déformation réelle peuvent être dérivées de la taille instantanée de l'objet.
Sur la figure, on peut voir que la charge de compression (indiquée par la flèche) a provoqué une déformation dans le cylindre de sorte que la forme originale (lignes pointillées) s'est transformée (déformée) en une forme avec des côtés bombés. Les côtés sont bombés parce que le matériau, bien que suffisamment solide pour ne pas se fissurer ou se rompre, n'est pas assez solide pour supporter la charge sans changement. En conséquence, le matériau est expulsé latéralement. Les forces internes (dans ce cas perpendiculaires à la déformation relative) résistent à la charge appliquée.
La notion de corps rigide peut être appliquée si la déformation relative est négligeable.

## Types de déformation relative
En fonction du type de matériau, de la taille et de la géométrie de l'objet, ainsi que des forces appliquées, différents types de déformation peuvent résulter. L'image de droite montre le diagramme Contrainte nominale/Déformation nominale pour un matériau ductile typique tel que l'acier. Différents modes de déformation peuvent se produire dans différentes conditions, comme cela peut être représenté à l'aide d'une carte des mécanismes de déformation.
La déformation permanente est irréversible : la déformation persiste même après la suppression des forces appliquées ; tandis que la déformation temporaire est récupérable car elle disparaît après la suppression des forces appliquées. La déformation temporaire est également appelée déformation élastique, tandis que la déformation permanente est appelée déformation plastique.

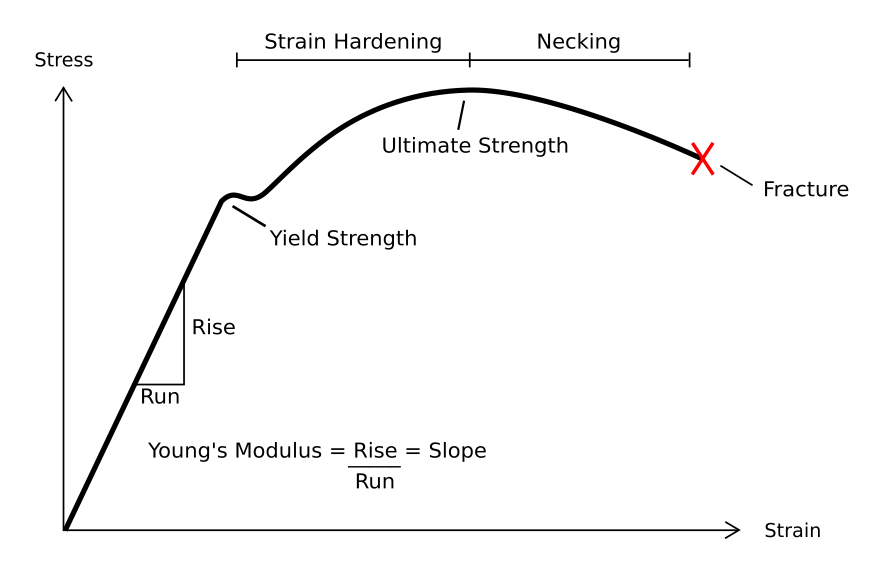
Diagramme typique de contrainte/déformation relative indiquant les différentes étapes de déformation.

### Déformation élastique
L'étude des déformations temporaires ou élastiques dans le cas de déformation nominale s'applique aux matériaux utilisés en génie mécanique et structurel, tels que le béton et l'acier, qui sont soumis à de très petites déformation. La déformation nominale est modélisée par la Théorie des déformations infiniment petites (en), où les déformation relative et les rotations sont toutes deux faibles.
Pour certains matériaux, par exemple les élastomères et les polymères, soumis à de grandes déformation, la définition technique de la déformation nominale n'est pas applicable, par exemple les déformations nominales typiques supérieures à 1 %, donc d'autres définitions plus complexes de la déformation relative sont nécessaires, telles que l'étirement, Rapport logarithmique de déformation, déformation de Green et déformations d'Almansi . Les élastomères et les métaux à mémoire de forme tels que le nitinol présentent de larges plages de déformation élastique, tout comme le caoutchouc. Cependant, l’élasticité de ces matériaux n’est pas linéaire.
Les métaux normaux, les céramiques et la plupart des cristaux présentent une élasticité linéaire (en) et une plage élastique plus petite.
La déformation élastique linéaire est régie par la loi de Hooke, qui stipule :
{\displaystyle \sigma =E\varepsilon }
où
- σ est la contrainte appliquée;
- E est une constante matérielle appelée Module de Young ou Module d'élasticité;
- ε est la déformation relative résultante.

Cette relation ne s'applique que dans la plage élastique et indique que la pente de la courbe contrainte/déformation relative peut être utilisée pour trouver le module d'Young ( E ). Les ingénieurs utilisent souvent ce calcul dans les essais de traction.
Noter que tous les matériaux élastiques ne subissent pas une déformation relative élastique linéaire ; certains, comme le béton, la fonte grise et de nombreux polymères, réagissent de manière non linéaire. Pour ces matériaux, la loi de Hooke est inapplicable.

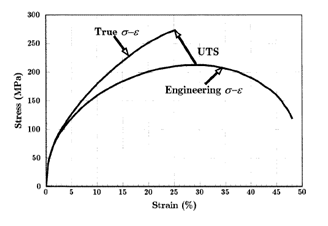
Différence entre les Courbes contrainte-déformation réelles et techniques

### Déformation plastique

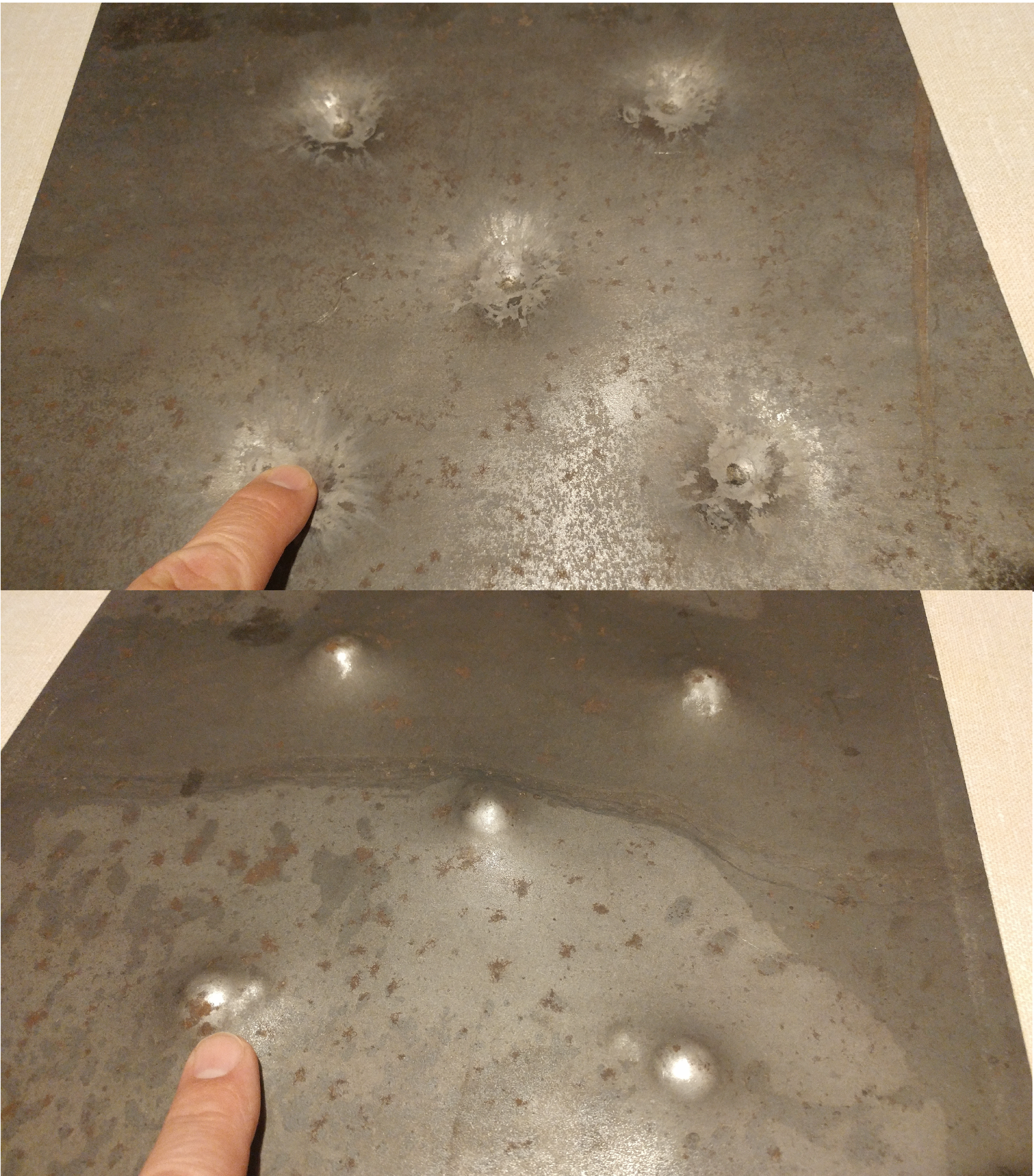
Plaque d'acier faiblement allié à haute résistance de marque Swebor, montrant les deux côtés, après déformation relative plastique due à l'immobilisation de projectiles lors d'essais balistiques.

Ce type de déformation ne peut pas être annulé simplement en supprimant la force appliquée. Cependant, un objet dans la plage de déformation plastique aura d'abord subi une déformation élastique, qui se défait simplement en supprimant la force appliquée, de sorte que l'objet reviendra en partie à sa forme d'origine. Les thermoplastiques souples ont une plage de déformation plastique assez large, tout comme les métaux ductiles tels que le cuivre, l'argent et l'or. L'acier aussi, mais pas la fonte. Les plastiques thermodurcissables durs, le caoutchouc, les cristaux et les céramiques ont des plages de déformation plastique minimales. Un exemple de matériau présentant une large plage de déformation plastique est le chewing-gum humide, qui peut être étiré jusqu'à des dizaines de fois sa longueur d'origine.
Sous contrainte de traction, la déformation plastique se caractérise par une région d'écrouissage et une région de striction (en)  et enfin, une cassure (également appelée rupture). Pendant l'écrouissage, le matériau devient plus résistant grâce au mouvement des dislocations atomiques. La phase de striction est indiquée par une réduction de la surface transversale de l'échantillon. La striction commence une fois que la force ultime est atteinte. Lors de la striction, le matériau ne peut plus résister à la contrainte maximale et la déformation relative dans l'éprouvette augmente rapidement. La déformation plastique se termine par la rupture du matériau.

Schéma d'une courbe contrainte-déformation, montrant la relation entre la contrainte (force appliquée) et la déformation relative (déformation) d'un métal ductile.

#### Rupture de compression
Habituellement, les contraintes de compression appliquées aux barres, colonnes, etc. entraînent un raccourcissement.
Le chargement d'un élément structurel ou d'une éprouvette augmentera la contrainte de compression jusqu'à ce qu'il atteigne sa résistance à la compression. Selon les propriétés du matériau, les modes de rupture sontplastiques pour les matériaux à comportement ductile (la plupart des métaux, certains sols et plastiques ) ou conduisent rapidement à la rupture (rupturing) pour les comportements fragiles (géomatériaux, fonte, verre, etc.).
Dans les éléments structurels longs et minces, tels que les colonnes ou les barres de treillis, une augmentation de la force de compression F entraîne une défaillance structurelle due au flambement sous une contrainte inférieure à la résistance à la compression.

### Rupture
Ce type de déformation est également irréversible. Une rupture se produit lorsque le matériau a atteint la fin des plages de déformation  élastique puis plastique. À ce stade, les forces s’accumulent jusqu’à suffire pour provoquer une cassure. Tous les matériaux finiront par se briser si des forces suffisantes sont appliquées.

## Contrainte réelle et la déformation réelle
Puisque l'on ne tient pas compte du changement de surface lors de la déformation, la véritable courbe de contrainte et de déformation relative doit être dérivée. Pour dériver la courbe contrainte-déformation, on peut supposer que le changement de volume est nul même si l'on a déformé les matériaux. On peut supposer que :
{\displaystyle A_{i}\times \varepsilon _{i}=A_{f}\times \varepsilon _{f}}
Ensuite, la contrainte réelle peut être exprimée comme suit :
{\displaystyle {\begin{aligned}\sigma _{T}={\frac {F}{A_{f}}}&={\frac {F}{A_{i}}}\times {\frac {A_{i}}{A_{f}}}\\&=\sigma _{e}\times {\frac {l_{f}}{l_{i}}}\\[2pt]&=\sigma _{E}\times {\frac {l_{i}+\delta l}{l_{i}}}\\[2pt]&=\sigma _{E}(1+\varepsilon _{E})\end{aligned}}}
De plus, la déformation réelle εT peut être exprimée comme ci-dessous :
{\displaystyle \varepsilon _{T}={\frac {dl}{l_{0}}}+{\frac {dl}{l_{1}}}+{\frac {dl}{l_{2}}}+\cdots =\sum _{i}{\frac {dl}{l_{i}}}}
On peut alors exprimer la valeur sous la forme
{\displaystyle \int _{l_{0}}^{l_{i}}{\frac {dl}{l}}\,dx=\ln \left({\frac {l_{i}}{l_{0}}}\right)=\ln(1+\varepsilon _{E})}
Ainsi, l'on peut induire le développement en termes de {\displaystyle \sigma _{T}} et {\displaystyle \varepsilon _{E}} comme bon.
De plus, sur la base de la véritable courbe contrainte-déformation, on  peut estimer la région où la striction commence à se produire. Puisque la striction commence à apparaître après la contrainte de traction ultime où la force maximale est appliquée, on peut exprimer la situation de cette manière :
{\displaystyle dF=0=\sigma _{T}dA_{i}+A_{i}d\sigma _{T}}
cette forme peut donc être exprimée comme ci-dessous :
{\displaystyle {\frac {d\sigma _{T}}{\sigma _{T}}}=-{\frac {dA_{i}}{A_{i}}}}
Cela indique que la striction commence à apparaître là où la réduction de surface devient très significative par rapport au changement de contrainte. Ensuite, la contrainte sera localisée dans une zone spécifique où la striction apparaît.
De plus, on peut induire diverses relations basées sur une véritable courbe contrainte-déformation.
1) La courbe de déformation relative et de contrainte réelle peut être exprimée par la relation linéaire approximative en utilisant le logarithme de la Contrainte et Déformation réelles. La relation peut être exprimée comme suit :
{\displaystyle \sigma _{T}=K\times (\varepsilon _{T})^{n}}
Où {\displaystyle K} est le coefficient de contrainte et {\displaystyle n} est le coefficient d'écrouissage. Habituellement, la valeur de {\displaystyle n} a une plage d'environ 0,02 à 0,5 à température ambiante. Si {\displaystyle n} est 1, on peut exprimer ce matériau comme un matériau élastique parfait,.
2) En réalité, la contrainte dépend également fortement du taux de variation de la déformation relative. Ainsi, l'on peut induire l’équation empirique basée sur la variation de la vitesse de déformation relative.

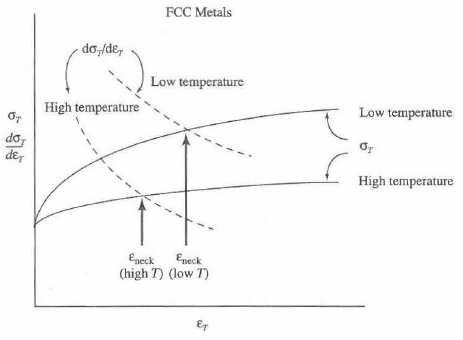
Courbe contrainte-déformation réelle du métal FCC et sa forme dérivée

{\displaystyle \sigma _{T}=K'\times ({\dot {\varepsilon _{T}}})^{m}}
Où {\displaystyle K'} est constante liée à la contrainte d’écoulement du matériau. {\displaystyle {\dot {\varepsilon _{T}}}} indique la dérivée de la déformation relative par le temps, également connue sous le nom de taux de déformation relative. {\displaystyle m} est la sensibilité à la vitesse de déformation relative. De plus, la valeur de {\displaystyle m} est liée à la résistance à la striction. Habituellement, la valeur de {\displaystyle m} est compris entre 0 et 0,1 à température ambiante et jusqu'à 0,8 lorsque la température augmente.
En combinant 1) et 2), on peut créer la relation ultime comme ci-dessous :
{\displaystyle \sigma _{T}=K''\times (\varepsilon _{T})^{n}({\dot {\varepsilon _{T}}})^{m}}
Où {\displaystyle K''} est la constante globale permettant de relier la déformation relative, la vitesse de déformation relative et la contrainte.
3) Sur la base de la courbe contrainte-déformation réelles  et de sa forme dérivée, on peut estimer la déformation relative nécessaire pour initier la striction. Cela peut être calculé sur la base de l'intersection entre la courbe contrainte-déformation réelle, comme indiqué à droite.
Cette figure montre également la dépendance de la déformation de striction à différentes températures. Dans le cas des métaux FCC, la courbe contrainte-déformation et sa dérivée dépendent fortement de la température. Par conséquent, à des températures plus élevées, une striction commence à apparaître même sous une valeur de déformation relative  plus faible.
Toutes ces propriétés indiquent l’importance du calcul de la courbe contrainte-déformation réelle pour analyser plus en détail le comportement des matériaux dans un environnement soudain.
4) Une méthode graphique, appelée « Considere construction », peut aider à déterminer le comportement de la courbe contrainte-déformation, qu'il y ait une striction ou un étirement sur l'échantillon. En définissant {\displaystyle \lambda =L/L_{0}} en tant que déterminant, les contraintes et déformation réelles peuvent être exprimées avec les Contrainte nominale et déformation nominale comme ci-dessous :
{\displaystyle \sigma _{T}=\sigma _{e}\times \lambda ,\qquad \varepsilon _{T}=\ln \lambda .}
Par conséquent, la valeur de la contrainte technique peut être exprimée par la ligne sécante constituée par la contrainte réelle et {\displaystyle \lambda } valeur où {\displaystyle \lambda =0} à {\displaystyle \lambda =1}. En analysant la forme du diagramme {\displaystyle \sigma _{T}-\lambda }  et la ligne sécante, on peut déterminer si les matériaux présentent un étirement ou une striction.

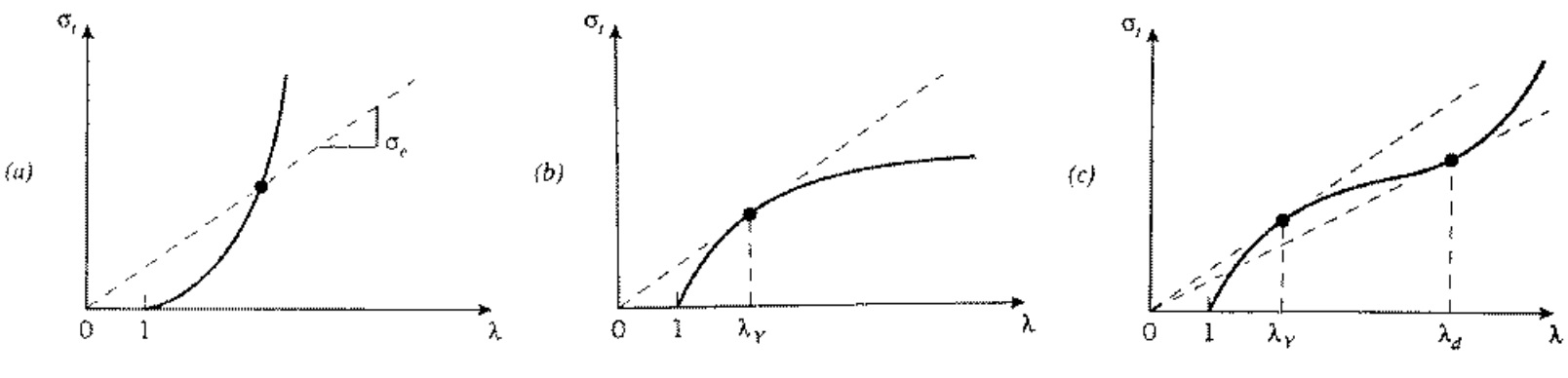
Dans le graphique. (a) courbe contrainte-déformation réelle sans tangentes. Il n'y a ni striction ni étirement. (b) Avec une tangente. Il n'y a qu'une striction. (c) Avec deux tangentes. Il y a à la fois striction et un étirement.

Sur la figure (a), il n’y a qu’un tracé de considéré concave vers le haut. Cela indique qu'il n'y a pas de baisse de l'écoulement, donc le matériau subira une cassure avant l'écoulement. Sur la figure (b), il y a un point spécifique où la tangente correspond à la ligne sécante au point où {\displaystyle \lambda =\lambda _{Y}}. Après cette valeur, la pente devient plus petite que la ligne sécante où la striction commence à apparaître. Sur la figure (c), il y a un point où l'écoulement commence à apparaître mais quand {\displaystyle \lambda =\lambda _{d}}, l'étirement se produit. Après l'étirement , tout le matériau s'étirera et finira par présenter une cassure. Entre {\displaystyle \lambda _{Y}} et {\displaystyle \lambda _{d}}, le matériau lui-même ne s'étire pas, mais seul le cou commence à s'étirer.

## Idées erronées
Une idée erronée très répandue est que tous les matériaux qui se plient sont « faibles » et ceux qui ne le sont pas sont « solides ». En réalité, de nombreux matériaux qui subissent de grandes déformation élastiques et plastiques, comme l'acier, sont capables d'absorber des contraintes qui provoqueraient la rupture de matériaux fragiles, comme le verre, avec des plages de déformation plastique minimales.